# Cốc Cốc (công cụ tìm kiếm)
Cốc Cốc là công cụ tìm kiếm mặc đị nh trên trình duyệt Cốc Cốc và được phát triển bởi Công ty TNHH Công nghệ Cốc Cốc. Ra mắt vào năm 2013, công cụ tìm kiếm Cốc Cốc tập trung tối ưu khả năng xử lý ngôn ngữ tiếng Việt nhằm đưa ra các kết quả phù hợp với nhu cầu tìm kiếm của người Việt.
Hiện nay, công cụ này cung cấp hơn 20 tính năng tìm kiếm dành riêng cho thị trường Việt Nam như sửa lỗi chính tả tiếng Việt, tìm kiếm địa điểm, giải toán, giải hóa, thời tiết, bóng đá, tin tức, công thức nấu ăn, chuyển đổi đơn vị, chuyển đổi tiền tệ, khuyến mại và giảm giá, phim chiếu rạp, phim ảnh, lịch âm, cung hoàng đạo, tử vi, kết quả xổ số, và cập nhật tình hình Covid-19.
Tính đến năm 2020, Cốc Cốc là công cụ tìm kiếm phổ biến thứ 2 tại Việt Nam với 6,43% thị phần vào tháng 09/2020, theo StatCounter.

## Lịch sử

### Những ngày đầu
Cốc Cốc khởi đầu là một dự án của ba sinh viên Việt Nam khi đang theo học Đại học Tổng hợp Quốc gia Moscow, Liên bang Nga.
Thời điểm ấy, Nguyễn Thanh Bình, Lê Văn Thanh và Nguyễn Đức Ngọc thường xuyên tra cứu tài liệu học tập trên Google và nhận thấy phiên bản tiếng Việt cho kết quả kém hơn phiên bản tiếng Nga. Ngoài ra, có một thực tế là người Nga ít dùng Google, mà ưa chuộng công cụ tìm kiếm nội địa Yandex. Chính vì vậy, ba chàng trai trẻ đã quyết tâm tạo ra một công cụ tìm kiếm cho người Việt thay thế Google ngay trên quê hương Việt Nam.
Năm cuối đại học, ba người này đầu quân cho Công ty Công nghệ Nigma.ru chuyên phát triển công cụ tìm kiếm của Nga để tích lũy kinh nghiệm. Chính vào lúc này, ý tưởng về một công cụ tìm kiếm và trình duyệt bằng tiếng Việt của cả ba đã thu hút sự chú ý của Victor Lavrenko, giám đốc điều hành của công ty công nghệ Nigma.ru. Ông Victor Lavrenko đánh giá cao khả năng phát triển của ý tưởng này và quyết định đầu tư vào dự án.
Trở về Việt Nam sau khi tốt nghiệp đại học năm 2008, Bình, Thanh, và Ngọc đã tiếp tục phát triển dự án dưới thương hiệu itim.vn. Năm 2010, sau khi gọi vốn thành công thương hiệu công ty chuyển thành Cốc Cốc.
Ngoài nguồn tài chính riêng của mình, ông Victor Lavrenko (CEO của Cốc Cốc từ lúc thành lập công ty cho đến năm 2018

) đã giúp Cốc Cốc nhận thêm nhiều vốn đầu tư của các nhà tài trợ khác từ Nga và Đức. Trong một cuộc phỏng vấn anh Nguyễn Thanh Bình tiết lộ: “Nếu không được Victor Lavrenko, Giám đốc Điều hành của Cốc Cốc hiện nay, chia sẻ kinh nghiệm, kỹ thuật và đầu tư tài chính, có lẽ chúng tôi cũng chưa dám “phất cờ”. Chính Victor Lavrenko đã chỉ cho chúng tôi thấy những khoảng trống Google còn bỏ sót để những công ty bản địa có thể chen chân và cạnh tranh, bởi tiếng Việt là ngôn ngữ không dễ xử lý”.

### Ra mắt trình duyệt và công cụ tìm kiếm Cốc Cốc
Khi ba nhà đồng sáng lập bắt tay vào hiện thực hóa Cốc Cốc, những dự án công cụ tìm kiếm của người Việt như Timnhanh, Xalo, Hoatieu, Socbay... đều lần lượt dừng cuộc chơi. Trong khi đó, gã khổng lồ Google vẫn tiếp tục thành công mạnh mẽ tại thị trường Việt Nam. Trên quy mô toàn cầu, Google không chỉ là công cụ tìm kiếm mặc định của trình duyệt Chrome, mà thậm chí Google còn trả hàng tỷ đô la mỗi năm cho Apple để trở thành công cụ tìm kiếm mặc định của trình duyệt Safari dành cho các thiết bị iOS. Mỗi ngày Google đều tiếp nhận và xử lý lượng truy vấn nhiều hơn bất kỳ một công cụ tìm kiếm nào khác.
Cốc Cốc không lựa chọn đối đầu trực tiếp với Google. Sau khi học hỏi kinh nghiệm từ Yandex (công cụ tìm kiếm chiếm 60% thị phần tại Nga) và Mail.ru Group (trước đây là Digital Sky Technologies, công ty Internet đứng thứ 7 thế giới), công ty đã mở ra 3 hướng tiếp cận: Thứ nhất là phát triển mảng tìm kiếm như tìm kiếm toán, tìm kiếm hoá. Thứ hai là phát triển tìm kiếm địa điểm "Nhà Nhà". Thứ ba là thử phát triển trình duyệt tìm kiếm.
Năm 2012, Cốc Cốc quyết định xây dựng trình duyệt nhằm hỗ trợ phát triển công cụ tìm kiếm. Càng nhiều người dùng, càng nhiều truy vấn thì chất lượng tìm kiếm sẽ được cải thiện. Đồng thời, trình duyệt mới cũng mở ra cơ hội thuyết phục người dùng vào thử một công cụ tìm kiếm mới.
Ngày 14 tháng 05 năm 2013, Cốc Cốc chính thức ra mắt với tên gọi đầu tiên là Cờ Rôm+. Chỉ sau hai tháng ra mắt, Cờ Rôm+ thu hút gần 02 triệu lượt truy cập.
Năm 2014, trình duyệt và công cụ tìm kiếm Cờ Rôm+ được nâng cấp và đổi tên thành Cốc Cốc. Lúc này, trang tải Cốc Cốc trở thành trang chủ, còn trang tìm kiếm được chuyển sang địa chỉ mới.

## Cơ sở dữ liệu
Các nhà phát triển Cốc Cốc tuyên bố đây là công cụ tìm kiếm có cơ sở dữ liệu tiếng Việt lớn nhất Việt Nam với hơn 2,1 tỷ trang web, trong đó số lượng dữ liệu từ tên miền ".vn", ".com.vn" nhiều gấp hai lần so với Google.
Riêng về tìm kiếm địa điểm, cơ sở dữ liệu địa điểm đồ sộ của Cốc Cốc bao gồm hơn 1,2 triệu địa điểm trên khắp lãnh thổ Việt Nam. Ngoài ra, cơ sở dữ liệu địa điểm của Cốc Cốc còn bao gồm các video quay khung cảnh địa điểm, ứng dụng công nghệ 360 độ panorama. Công nghệ này cho phép người xem có thể quan sát một địa điểm, sự kiện từ tất cả các góc nhìn như thể chính họ đang trực tiếp có mặt tại đó.

## Đặc điểm

### Xử lý ngôn ngữ Tiếng Việt
Theo Cốc Cốc, sự am hiểu địa phương là nhân tố quan trọng hàng đầu giúp tạo ra những kết quả hữu ích và nhanh hơn bằng tiếng Việt. Công cụ tìm kiếm này có khả năng phân tích, xử lý ngôn ngữ tiếng Việt với các đặc điểm riêng như dấu, âm tiết, từ đồng âm, phân tích từ ngữ và các từ viết tắt.

### Tính năng Kiểm tra chính tả Tiếng Việt
Tính năng Kiểm tra chính tả cho phép người dùng kiểm tra lỗi chính tả của một từ hoặc một đoạn văn bản tiếng Việt bất kỳ. Dựa vào quy tắc chính tả và văn cảnh của đoạn văn bản, hệ thống sẽ gợi ý cách sửa lỗi kèm theo lời giải thích chi tiết. Sau đó, người dùng có thể chọn sửa từng lỗi hoặc sửa tất cả các lỗi.

### Tìm kiếm địa điểm
Dịch vụ bản đồ số Cốc Cốc (Cốc Cốc Map, trước đây là Nhà Nhà) sở hữu kho dữ liệu hơn 1,2 triệu địa điểm tại 171 thành phố và thị xã trên khắp lãnh thổ Việt Nam. Dịch vụ này có thể tự động định vị thành phố mà người dùng đang có mặt để đưa ra kết quả tìm kiếm địa điểm phù hợp. Nhóm phát triển của Cốc Cốc cũng triển khai việc cung cấp các thông tin về giá cả, thực đơn, xếp hạng từ 1 đến 5 sao từ cộng đồng nhằm giúp người dùng dễ dàng ra quyết định hơn. Trong đợt thi đại học tháng 7/2013, với sự hỗ trợ của Thành đoàn Hà Nội, Cốc Cốc ra mắt dịch vụ tìm nhà trọ miễn phí cho thí sinh dự thi đại học, cũng như các dịch vụ thiết yếu xung quanh chỗ trọ, điểm thi.
Dịch vụ bản đồ số Cốc Cốc hiện đã được phát triển thành ứng dụng trên Android và iOS, giúp gợi ý địa điểm theo chủ đề trong bán kính 1500m, định vị GPS và dẫn đường. Ứng dụng này từng lọt vào danh sách những ứng dụng tiềm năng nhất châu Á, theo đánh giá từ trang web công nghệ hàng đầu châu Á TechInAsia: "Nhà Nhà sở hữu một cơ sở dữ liệu khổng lồ về các địa điểm phù hợp và thích ứng với từng địa phương, điều mà các cỗ máy tìm kiếm khổng lồ khác không có. Đây trở thành lợi thế lớn cho Nhà Nhà so với Google và Apple, hai ông trùm công nghệ thế giới không hề có bất kỳ nhân viên hay văn phòng chính thức tại Việt Nam."

### Tính năng Điểm dịch vụ
Điểm dịch vụ (POI - Point of Interest) là một địa điểm có dịch vụ hoặc một địa danh có ý nghĩa tìm kiếm với người dùng trên bản đồ số, không phải một địa điểm bất kỳ. Điểm dịch vụ có thể là quán cafe, quán phở, quán bún chả, cây xăng, hiệu thuốc, và điểm đặt máy ATM. Khi người dùng gõ từ khóa hoặc nhóm từ khóa liên quan tới địa điểm, Cốc Cốc sẽ đề xuất 3 điểm dịch vụ gần vị trí người dùng nhất kèm theo địa chỉ, số điện thoại và trang web (nếu có).
Hình ảnh bản đồ số: Khi người dùng tìm kiếm địa điểm, Cốc Cốc cũng tự động tạo ra một bản đồ GPS giúp định vị chi tiết khu vực quanh 3 điểm dịch vụ đó.

### Tính năng Tìm kiếm video
Sau khi người dùng gõ tìm kiếm theo danh mục Video trên trang tìm kiếm Cốc Cốc, bảng tin kết quả sẽ hiển thị ở chế độ ô (grid view) và kéo dài đến vô tận, thay vì hiển thị ở chế độ danh sách (list view). Mỗi ô kết quả là hình ảnh đại diện (thumbnail) của một video; đó có thể là ảnh vuông hoặc ảnh chữ nhật. Trên hình ảnh thu nhỏ trực quan, người dùng xem được các thông tin hữu ích bao gồm tiêu đề, đoạn mô tả ngắn, phân loại và thời lượng video. Để xem video, người dùng cần bấm vào vị trí bất kỳ trên ảnh.

### Tính năng Bảng tri thức
Bảng tri thức (Knowledge Graph): Khi người dùng tìm kiếm một thực thể (con người, địa điểm, tổ chức, sự vật) nằm trong hệ thống kiến thức cơ sở của Cốc Cốc, bảng tri thức hay chính là các hộp thông tin (Infobox) ở bên phải các kết quả tìm kiếm (hoặc ở đầu trang trên di động) sẽ xuất hiện. Hộp thông tin này cung cấp các đoạn trích (snippet) hoặc nội dung tóm tắt về thực thể đó bao gồm hình ảnh đại diện, định nghĩa, mô tả, và các liên kết điều hướng. Chúng được tổng hợp từ nhiều nguồn và được trình bày theo một cấu trúc nhất quán để thuận tiện cho việc tìm hiểu nhanh và đối chiếu các thực thể trong quá trình tra cứu.
Hỏi đáp về thuộc tính của thực thể: Khi người dùng tìm kiếm thuộc tính của thực thể, hộp thông tin chứa nội dung tóm tắt về thuộc tính và liên kết đi tới thực thể chứa nó sẽ xuất hiện ở bên dưới thanh tìm kiếm.
Mọi người cũng tìm kiếm (People also search for): Sau khi người dùng nhấp vào kết quả tìm kiếm và quay trở lại trang tìm kiếm, Cốc Cốc sẽ đề xuất những từ khóa đã được tìm kiếm bởi những người có cùng truy vấn trước đó. Điều này giúp người dùng dễ dàng mở rộng tìm kiếm đến các từ khóa liên quan mà có thể họ chưa biết.

### Tính năng Đoạn trích giàu thông tin
Rich Snippet là đoạn trích giàu thông tin mà công cụ tìm kiếm lấy từ một trang web để hiển thị trên trang kết quả tìm kiếm. Đoạn trích giàu thông tin có thể xuất hiện dưới mỗi kết quả tìm kiếm hoặc nằm trong các hộp thông tin riêng biệt. Hiện nay, Cốc Cốc còn hỗ trợ thêm một số loại đoạn trích giàu thông tin hữu ích là:

#### Vé máy bay
Khi người dùng gõ từ khóa liên quan đến vé máy bay, hộp tìm kiếm sẽ xuất hiện và cho phép người dùng tìm nhanh vé máy bay dựa trên điểm đi, điểm đến, ngày bay, hạng bay, loại chuyến bay (một chiều hay khứ hồi). Tất cả danh sách các chuyến bay kèm theo thời gian khởi hành và giá vé dự kiến được trích dẫn từ Skyscanner, công cụ tìm kiếm chuyến bay hàng đầu thế giới, đồng thời cũng là một đối tác của Cốc Cốc.

#### Định nghĩa/cách làm
Khi người dùng tìm kiếm theo cú pháp "từ khóa + là gì" hoặc "cách + từ khóa", Cốc Cốc sẽ đề xuất câu trả lời tiêu biểu, phù hợp nhất với nội dung truy vấn. Câu trả lời này được trích dẫn từ một bài viết có liên quan mà hệ thống Cốc Cốc đánh giá là đáng tin cậy.

### Tính năng Giải toán
Tính năng giải toán cho phép người dùng giải các bài tập toán khác nhau với lời giải chi tiết và đồ thị minh họa. Một số dạng toán tiêu biểu mà Cốc Cốc đang hỗ trợ xử lý bao gồm: tính giá trị biểu thức, vẽ đồ thị, giải phương trình, giải bất phương trình, tính giới hạn, tính đạo hàm, tính tích phân, giải phương trình vi phân, tìm tập xác định, phân tích thành nhân tử, tìm ước chung/bội chung (lớn nhất/nhỏ nhất), khai triển đa thức, sắp xếp dãy số tăng dần/giảm dần, quy đồng mẫu số, và tính căn bậc hai/ba của đẳng thức.

### Tính năng Giải hóa
Tính năng giải hóa cho phép người dùng giải các bài tập hóa học khác nhau với lời giải chi tiết về các phản ứng hóa học. Cốc Cốc hiện hỗ trợ khá nhiều phản ứng Hóa vô cơ trong chương trình phổ thông như viết phương trình ion đầy đủ/rút gọn, viết phương trình phản ứng oxy hóa khử, giải bài tập chuỗi phản ứng hóa học, hay bài tập tìm ẩn trong chuỗi.

### Tính năng Tìm kiếm theo chiều dọc
Tìm kiếm theo chiều dọc (Vertical Search, hay tìm kiếm theo chuyên đề) là loại tìm kiếm tập trung xử lý các trang web có chứa một số chủ đề và loại nội dung nhất định. Số lượng kết quả sẽ nhỏ hơn đáng kể và người dùng không cần duyệt nhiều trang kết quả như hình thức tìm kiếm thông thường. Ở một số trường hợp, công cụ tìm kiếm có thể hợp tác với các bên cung cấp dữ liệu đáng tin cậy, đồng thời kết hợp thông tin từ nhiều nguồn web mở khác để đề xuất một câu trả lời có độ chính xác cao. Phần kết quả của tìm kiếm theo chiều dọc thường giàu thông tin, có hình ảnh minh họa, được hiển thị ở ngay đầu trang kết quả tìm kiếm và chiếm diện tích lớn.
Có hai cách thức tìm kiếm theo chiều dọc. Cách thứ nhất là người dùng thực hiện truy vấn theo từng danh mục Tin tức, Video trên trang tìm kiếm; kết quả tìm kiếm theo đó sẽ thuộc dạng thức tương ứng. Cách thứ hai là người dùng tìm kiếm như bình thường (danh mục Web mặc định) ở một số chủ đề và nhóm nội dung mà công cụ tìm kiếm có hỗ trợ tính năng tìm kiếm theo chiều dọc.
Sau đây là một số chủ đề và nhóm nội dung mà Cốc Cốc đang hỗ trợ tìm kiếm theo chiều dọc:

#### Thời tiết
Cốc Cốc cho phép người dùng theo dõi thời tiết chi tiết đến từng giờ trong 3 ngày gần nhất và xem dự báo thời tiết theo buổi trong 11 ngày tiếp theo. Cụ thể, thông tin thời tiết bao gồm nhiệt độ, độ ẩm, lượng mưa, khả năng mưa, sức gió, chỉ số đo lường chất lượng không khí (AQI).

#### Bóng đá
Cốc Cốc cho phép người dùng theo dõi thông tin trận đấu qua tỉ số và liên kết xem trực tuyến khi trận đấu đang diễn ra. Ngoài ra, người dùng cũng có thể xem lịch thi đấu của giải với thời gian, kết quả từng trận và bảng xếp hạng chi tiết của giải đấu.

#### Tin tức:
Cốc Cốc cho phép người dùng tìm kiếm và xem nhanh top 10 tin tức mới nhất về các lĩnh vực chính trị, thể thao, sức khỏe, giáo dục, giải trí, quốc tế...

#### Công thức nấu ăn
Cốc Cốc cho phép người dùng tìm nhanh hàng nghìn công thức nấu ăn theo các tiêu chí khác nhau như thực đơn, ẩm thực, nguyên liệu, phương pháp nấu, dịp nấu, và mục đích nấu.

#### Chuyển đổi đơn vị
Cốc Cốc cho phép người dùng chuyển đổi các đơn vị đo lường như phần trăm, độ dài, khối lượng, thời gian, nhiệt độ, lượng chất, cường độ dòng điện, cường độ sáng, góc phẳng, dung lượng dữ liệu, diện tích, thể tích, tốc độ, gia tốc, lực, áp suất, quang thông, độ rọi, và độ chói.

#### Chuyển đổi tiền tệ
Cốc Cốc cho phép người dùng quy đổi hơn 160 đơn vị tiền tệ trên toàn thế giới, trong đó có các đồng tiền phổ biến là VND, USD, EUR, GBP, RUB, CAD, AUD, JPY, KRW, CNY, HKD, SGD, THB.

#### Khuyến mại và giảm giá
Cốc Cốc cho phép người dùng xem thông tin khuyến mại, giảm giá từ các sàn thương mại điện tử và các thương hiệu lớn. Các thông tin này bao gồm hình ảnh, tên sản phẩm, giá và liên kết dẫn tới trang mua hàng trực tuyến. Ngoài ra, Cốc Cốc còn hỗ trợ tìm kiếm các ưu đãi mua ô tô, bất động sản, và tour du lịch.

#### Phim chiếu rạp
Cốc Cốc cho phép người dùng tìm kiếm thông tin nhanh chóng về một rạp chiếu bao gồm trang web, địa chỉ, danh sách phim đang chiếu cùng điểm IMDB của mỗi phim. Một lựa chọn khác là người dùng tìm theo phim đang chiếu tại rạp với áp phích, thể loại, mô tả phim, đạo diễn, diễn viên, điểm IMDB, ngày khởi chiếu cùng đoạn phim giới thiệu. Sau khi chọn phim, người dùng có thể tìm lịch chiếu phim đó tại các rạp cũng như giá vé cho từng suất chiếu.

#### Phim ảnh
Cốc Cốc cho phép người dùng tìm kiếm hàng ngàn bộ phim theo thể loại, theo xếp hạng yêu thích (dựa trên điểm IMDB) hoặc được đề xuất ngẫu nhiên. Người dùng có thể chọn xem phim trực tuyến hoặc tải về máy để xem.

#### Lịch âm
Cốc Cốc cho phép hiển thị lịch âm theo tháng, song vẫn có thông tin hằng ngày như ngày âm, tháng âm, năm âm và giờ hoàng đạo của ngày hiện tại. Những ngày đặc biệt sẽ có thêm hộp thông tin giải thích cùng một bài khấn phù hợp.

#### Cung hoàng đạo
Cốc Cốc cho phép người dùng xem thông tin lá số tử vi hằng ngày hoặc lá số tử vi năm theo cung hoàng đạo dựa trên ngày sinh.

#### Tử vi âm lịch
Cốc Cốc cho phép người dùng xem thông tin lá số tử vi hằng ngày hoặc lá số tử vi năm theo lịch âm dựa trên ngày sinh.

#### Kết quả xổ số
Cốc Cốc cho phép người dùng tìm nhanh kết quả xổ số dựa theo ngày và loại xổ số (Xổ số kiến thiết 3 miền, Xổ số điện toán Vietlott...).

#### Cập nhật tình hình Covid-19
Cốc Cốc cho phép người dùng cập nhật các thông tin mới nhất về tình hình Covid-19 bao gồm: Bản đồ tình hình Covid-19 toàn cầu và Việt Nam (hỗ trợ ngôn ngữ tiếng Việt, tiếng Anh); Thông tin virus SARS-CoV-2; Thông tin y tế về các triệu chứng, cách phòng ngừa và điều trị; Danh sách các bệnh viện tiếp nhận và kiểm tra ca nghi nhiễm Covid-19; và Tin bài hàng đầu về Covid-19.

### Tính năng Doodle
Tính năng Doodle là một biểu tượng đặc biệt thay thế cho logo Cốc Cốc Search, mang ý nghĩa chào mừng các ngày lễ lớn, các sự kiện đặc biệt của người Việt Nam hay quảng bá các tính năng nổi bật của Cốc Cốc. Doodle xuất hiện trên các trang tìm kiếm của Cốc Cốc và trên tab mới của trình duyệt Cốc Cốc Mobile. Khi bấm vào Doodle, người dùng sẽ được dẫn đến các trang kết quả tìm kiếm có nội dung liên quan để tìm hiểu thông tin.

## Kiểm duyệt
Vì Cốc Cốc có trụ sở tại Việt Nam, một số nhà quan sát tỏ vẻ lo ngại Cốc Cốc sẽ kiểm duyệt kết quả tìm kiếm theo lệnh của chính quyền, tương tự như Baidu ở Trung Quốc. Khi được hỏi Cốc Cốc có kiểm duyệt các kết quả tìm kiếm không, một trong những nhà đồng sáng lập đưa ra ví dụ: các từ khóa về lãnh đạo nhà nước sẽ không xuất hiện cùng với các từ ngữ phản cảm. Khi ban đầu đưa tin về dịch vụ của Cốc Cốc, các báo chí nước ngoài đã thử nghiệm các từ khóa được cho là "nhạy cảm" như "Việt Tân" và vẫn nhận các kết quả tìm kiếm. Tuy nhiên, ngày hôm sau khi thử lại thì khi tìm kiếm các từ khóa nhạy cảm, Cốc Cốc đã hiển thị một thông điệp nói rằng từ khóa không hợp lệ và dẫn lái người tìm đến trang kết quả của Google. Khi được hỏi về vấn đề này, một đại diện của Cốc Cốc nói rằng họ đã quyết định không phục vụ các tìm kiếm liên quan đến chính trị và khuyến cáo người tìm nên dùng Google khi muốn tìm kiếm bằng tiếng Anh, tiếng Pháp, hay về đề tài chính trị trong tiếng Việt.